# Storbritanniens Grand Prix 1955
Storbritanniens Grand Prix 1955 var det sjätte av sju lopp ingående i formel 1-VM 1955. Detta var det första F1-loppet som kördes på Aintree Circuit.

## Resultat
- 1 Stirling Moss, Mercedes-Benz, 8+1 poäng
- 2 Juan Manuel Fangio, Mercedes-Benz, 6
- 3 Karl Kling, Mercedes-Benz, 4
- 4 Piero Taruffi, Mercedes-Benz, 3
- 5 Luigi Musso, Maserati, 2
- 6 Mike Hawthorn, Ferrari[1]
- = Eugenio Castellotti, Ferrari[1]
- 7 Mike Sparken, Gordini
- 8 Lance Macklin, Moss (Maserati)
- 9 Ken Wharton, Vanwall[2]
- = Harry Schell, Vanwall[2]

### Förare som bröt loppet
- Maurice Trintignant, Ferrari (varv 59, överhettning)
- Roberto Mières, Maserati (47, motor)
- Kenneth McAlpine, Connaught-Alta (30, oljetryck)
- Jack Brabham, Cooper-Bristol (30, motor)
- Peter Collins, BRM (Maserati) (29, koppling)
- Hermano da Silva Ramos, Gordini (24, oljetryck)
- Horace Gould, Gould's Garage (Maserati) (22, bromsar)
- Roy Salvadori, Gilby Engineering (Maserati) (19, växellåda)
- Tony Rolt, R R C Walker (Connaught-Alta)[3]
- Peter Walker, R R C Walker (Connaught-Alta)[3] (18, transmission)
- Leslie Marr, Leslie Marr (Connaught-Alta) (18, bromsar)
- Eugenio Castellotti, Ferrari[4] (16, transmission)
- André Simon, Maserati (15, växellåda)
- Harry Schell, Vanwall[5] (13, gasspjäll)
- Jean Behra, Maserati (9, oljeläcka)
- Robert Manzon, Gordini (4, transmission)

### Förare som ej startade
- Jack Fairman, Connaught-Alta (motor)